# Sunset Valley, Texas
Sunset Valley là một thành phố thuộc quận Travis, tiểu bang Texas, Hoa Kỳ. Năm 2010, dân số của xã này là 749 người.

## Dân số
- Dân số năm 2000: 365 người.
- Dân số năm 2010: 749 người.